# Amber Tamblyn
Amber Rose Tamblyn (Santa Mónica, California, 14 de mayo de 1983) es una actriz estadounidense, conocida por interpretar a Joan Girardi en la serie de televisión Joan de Arcadia y a Martha Masters en House M. D.

## Primeros años
Amber Tamblyn nació el 14 de mayo de 1983. Es la hija del actor Russ Tamblyn y de la cantante y escritora Bunny Murray. Creció en Santa Mónica (California).
A los diez años, el agente de su padre sugirió que interpretara a Pippi Långstrump y poco después los convenció de que Amber empezara a hacer audiciones.

## Carrera
La carrera de Amber comenzó cuando interpretó a Deb en Rebellious en el año 1995. Ese mismo año también participó en Live Nude Girls, aunque el papel que ha interpretado durante más años fue el de Emily en General Hospital, interpretó ese papel durante seis años.
En el año 1997 interpretó a Sprout en Johnny Mysto: Boy Wizard.
Ya en 2001 empezó a ser más conocida por su papel en Buffy la cazavampiros y en The Twilight Zone.
En el año 2002 interpretó a Katie Embry, una chica que se ve afectada por Samara en The Ring, y fue Aubrey Davis en The Grudge 2, en 2006.
También ha participado en el programa de Ashton Kutcher Punk'd y Amber Tamblyn también es Jenny Harper, la hija desconocida, y lesbiana, de Charlie Harper (Charlie Sheen) en la serie "Dos hombres y medio".
Pero su papel más reconocido fue el de Joan Girardi en Joan de Arcadia, una adolescente que habla con Dios; la serie fue retransmitida por la cadena estadounidense CBS. Este papel le mereció una nominación al Globo de Oro. En 2010 la actriz trabajó junto a James Franco en la película 127 horas, la cual tuvo seis nominaciones al Óscar.
Desempeñó un papel en la séptima temporada de House M.D., como una estudiante de la escuela de medicina que se une temporalmente al equipo del misántropo doctor House.

## Vida personal
En 2009 comenzó a salir con David Cross y en 2011 se comprometieron. Se casaron en 2012. La hija de la pareja, Marlow Alice, nació en marzo de 2017.

## Filmografía
Cine
| Año  | Título                                  | Personaje                     | Nota                                                                             |
| ---- | --------------------------------------- | ----------------------------- | -------------------------------------------------------------------------------- |
| 2002 | The Ring                                | Katie Embry                   |                                                                                  |
| 2002 | Ten Minutes Older                       | Kate                          | Segmento: "Twelve Miles To Trona" dirigido por Wim Wenders                       |
| 2005 | The Sisterhood of the Traveling Pants   | Tabitha "Tibby" Tomko Rollins |                                                                                  |
| 2006 | The Grudge 2                            | Aubrey Davis                  |                                                                                  |
| 2006 | Stephanie Daley                         | Stephanie Daley               | Renombrada como "What She Knew" para el estreno en Estados Unidos por televisión |
| 2007 | Blackout                                | Claudia                       |                                                                                  |
| 2007 | Normal Adolescent Behavior              | Wendy                         |                                                                                  |
| 2008 | The Sisterhood of the Traveling Pants 2 | Tabitha "Tibby" Tomko Rollins |                                                                                  |
| 2008 | The Russell Girl                        | Sara Rusell                   |                                                                                  |
| 2009 | Más allá de la duda                     | Ella Crystal                  |                                                                                  |
| 2009 | Spring Breakdown                        | Ashley Hartmann               | Directo a video                                                                  |
| 2010 | Main Street                             | Mary Saunders                 |                                                                                  |
| 2010 | 127 horas                               | Megan McBride                 |                                                                                  |
| 2012 | Django Unchained                        | Hija de un infeliz luchador   | Cameo                                                                            |
| 2014 | Growing Up and Other Lies               | Tabatha                       |                                                                                  |
| 2014 | 3 Nights in the Desert                  | Anna                          |                                                                                  |
| 2014 | X/Y                                     | Stacey                        |                                                                                  |
| 2016 | Paint It Black                          |                               | Directora y coguionista                                                          |
| 2017 | El día de la novia                      | Jill                          |                                                                                  |
| 2023 | You Hurt My Feelings                    | Carolyn                       |                                                                                  |

Televisión
| Año       | Título             | Personaje                | Notas                                                                      |
| --------- | ------------------ | ------------------------ | -------------------------------------------------------------------------- |
| 1995-2001 | General Hospital   | Emily Quartermaine       | 9 episodios                                                                |
| 2003-2005 | Joan de Arcadia    | Joan Girardi             | Protagonista (45 episodios)                                                |
| 2007      | Babylon Fields     | Janine Wunch             | película de televisión                                                     |
| 2009      | The Unusuals       | Detective Casey Shraeger | 10 episodios                                                               |
| 2010-2011 | House MD           | Martha M. Masters        | Protagonista (Temporada 7,14 episodios) Invitada (Temporada 8, 1 episodio) |
| 2013-2015 | Two and a Half Men | Jenny                    | 10 episodios                                                               |